# Elisabeth Borluut

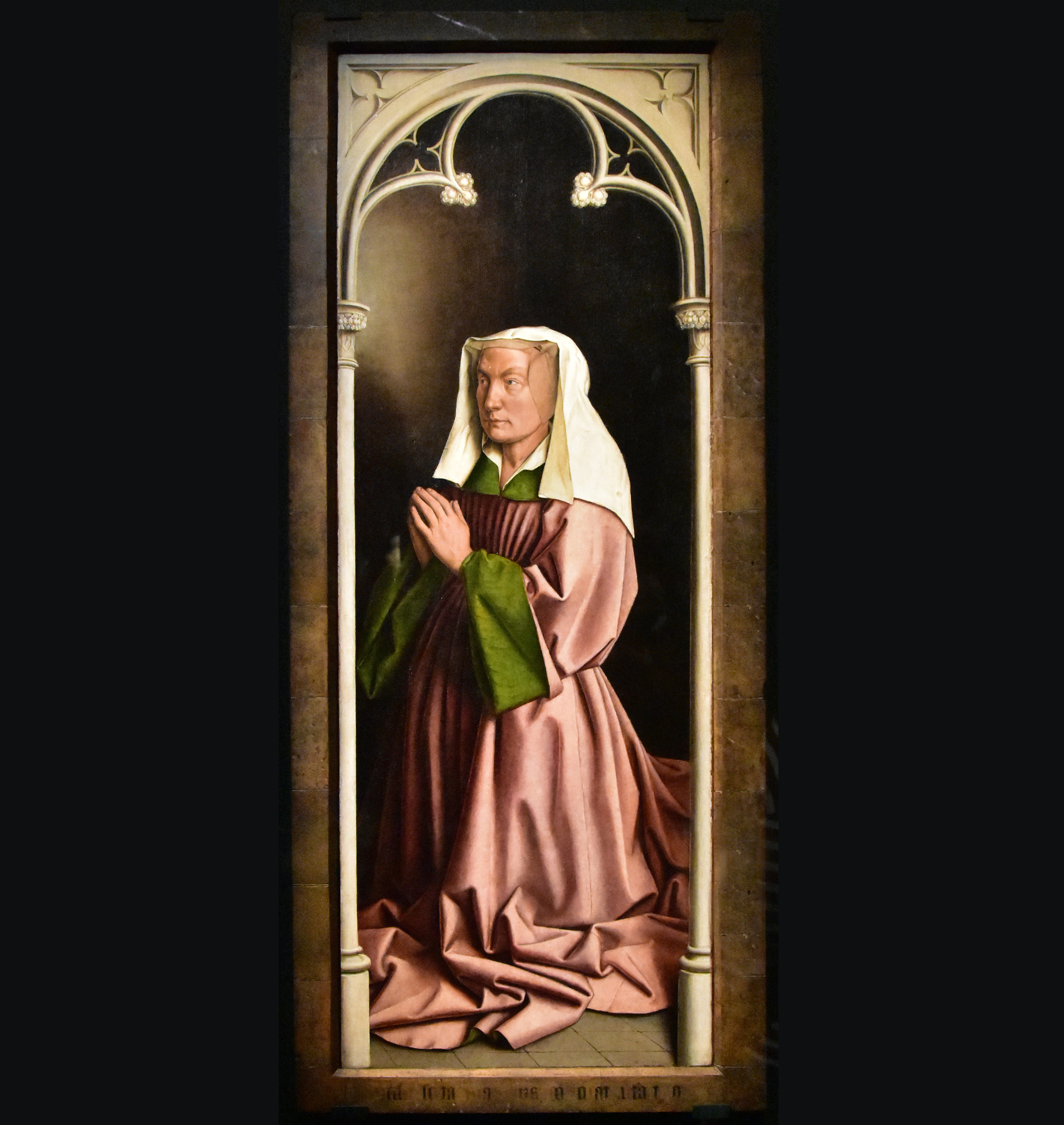
Donorportret van Elisabeth Borluut op Het Lam Gods. Ze was toen minstens 65 jaar oud.

Elisabeth Borluut (ook: Lysabette, Lysbette) (overleden op 5 mei 1443) was een vrouw uit de Gentse poorterij. Met haar man Joos Vijd was ze de opdrachtgever van het altaarstuk Het Lam Gods, waarop ze is afgebeeld door Jan van Eyck.

## Leven
Borluut was het oudste kind van de Gentse patriciërs Gerem IV Borluut († 1407) en Margaretha Sersanders. Ze had broers genaamd Simon en Gerem. Vermoedelijk in 1390 en uiterlijk in 1392 trouwde ze met Joos Vijd, een telg uit een Beverse familie die vanuit de grafelijke ambtenarij snel sociale promotie maakte. Het echtpaar ging wonen op de Gentse Hoogpoort in huis De Pijl. In 1397 verhuisden ze naar de refuge van de Duinenabdij.
Rond 1420 begon het echtpaar aan een grootse onderneming. Ze financierden de nieuwbouw van een travee en een kranskapel in de Sint-Janskerk en bestelden rond 1424 bij de beroemdste schilders van hun tijd een polyptiek op ongezien formaat: het Lam Gods door de gebroeders Van Eyck. De grootsheid van de onderneming valt wellicht te verklaren doordat het echtpaar kinderloos was. Na de dood van Hubert van Eyck in 1426 kwam het werk stil te liggen, tot zijn broer Jan van Eyck het tussen 1430 en 1432 kwam afmaken.
Het beheer van de kapel werd geregeld door een fundatie die Joos Vijd en Elisabeth Borluut in 1435 instelden. Om hun zielenheil te verzekeren lieten ze dagelijks een mis opgedragen in de Vijdkapel. Voor de financiering schonken ze een stuk land aan de Sint-Janskerk.
Een ander mecenaatsproject hadden Borluut en haar man in 1414 voorzien. In een testamentaire beschikking stipuleerden ze de stichting van een godshuis in Beveren waar reizende priesters, klerken en pelgrims konden overnachten. In uitvoering daarvan werd in 1445 een trinitariërklooster opgericht, dat in 1461 overging naar de wilhelmieten.
Elisabeth Borluut stierf vier jaar na haar man in 1443. Haar nalatenschap keerde terug naar de familie Borluut.

## Graf
Na haar dood werd Elisabeth begraven in de familiekapel van de Borluuts in het Gentse augustijnerklooster. Op een koperen vloerplaat waren wapenschilden afgebeeld en het volgende opschrift:
Hier licht begraven joncvrauwe Lysabette Borluut, Joos Vyts wijf was, die overleet deser werelt int jaer Ons Heeren als men screef M.CCCC.XLIII, den V dagh in meye. Resquiescat in pace
Uit het feit dat ze niet met haar man is begraven, werd soms een slechte onderlinge verstandhouding afgeleid. Hoewel zo'n scheiding in de dood zeker uitzonderlijk mag worden genoemd, gaat deze gevolgtrekking te ver. De echtgenoten waren in elk geval voldoende in harmonie om samen een uitgebreid religieus project als de Vijdkapel tot stand te brengen. Ook zal hun symbolische vereniging in de Vijdkapel (op het altaarstuk, op de sluitsteen en vroeger ook in de brandglasramen), alsmede in de Gentse en Beverse dodenmissen, hun keuze voor afzonderlijke laatste rustplaatsen enigszins hebben verzacht.

## Voetnoten
1. ↑  ter heere van Gode, ziner ghebenedider moeder ende allen zinen helighen omme huerlider en haerder voerders zielen zalicheden ordineeren moesten ende stichten eene eeuwelike ende erveliken dienst van eenre messen alle daghe in de cappelle ende ten autaere die sij met haren goede van nieus hebben doen maken in de voorseiden keercke an de zuutzijde der selven keercke